# 一屍到底
，2017年製作並上映的日本電影，導演為上田慎一郎，此片為其第一部長片電影，亦為日本電影專門學校「ENBU Seminar」製作的第7部作品。2017年11月在日本小規模首映之後，陸續於國外電影大獎獲獎，2018年6月於回到日本國內進行全國公開上映。

## 製作背景
導演上田慎一郎欣賞兩段式的舞台劇時突然的發想，並開始著手寫大綱。加入了「ENBU Seminar」的成員後，修改設定並開始拍攝。
2017年11月時，與「Sinama Project」系列「きみはなにも悪くないよ」，一起於新宿K's cinema劇院中，限定於6日內上映。2018年6月開始，於新宿的K's cinema以及池袋的ROSA會館電影場中單獨上映。首次上映時，富士電視台的主播笠井信輔特地前來觀賞，並且擔任電影宣傳配音，以及當日的司儀。。
電影一開頭的37分鐘長鏡頭畫面中，包含了真正發生問題以及原本劇本就寫入的問題。。於國外上映的名稱為「ONE CUT OF THE DEAD」。2018年上映時的宣傳詞為「看到最後之前不要站起來。這部電影有兩個開頭」「素人電影導演以及演員共同創造的超級娛樂大作」（「最後まで席を立つな。この映画は二度はじまる。」「無名の新人監督と俳優達が創ったウルトラ娯楽作」）。電影總長 96 分鐘。
一開始上映時由製作方「ENBU Seminar」自行發行，、在網路討論板上獲得相當廣大的口碑支持，7月25日時，宣布由Asmik Ace共同發行。。8月後，漸漸地超過100間電影院以上擴大上映。（於8月下旬時，全日本累計超過200間電影院上映）。

## 劇情大綱
在電影第一部份，劇組人員和演員於廢棄淨水廠拍攝一部名為《One Cut of the Dead》的低成本殭屍片。導演日暮對演員的表現非常不滿，並認為電影殺青遙遙無期。他便根據淨水廠的都市傳說，以血繪製了巨大五芒星並召喚出真正的殭屍。攝影師細田變成殭屍，咬了助理導演山之內並將他變成殭屍，女主角逢花、男主角和明以及化妝師奈緒把殭屍鎖在淨水廠外。日暮要求演員必須和真的殭屍一起演出，並要攝影機繼續拍攝。錄音師山越離開淨水廠後遭到感染，日暮把山越帶回來後，又拍攝了許多鏡頭，奈緒以斧頭砍死山越，山越的血濺到逢花腿上，讓她有感染風險。
逢花、和明和奈緒試圖逃跑，並在過程中與殭屍交戰。奈緒認為逢花可能被感染，打算用斧頭砍死她。和明救了逢花，但和明也被感染，讓逢花不得不拿斧頭和變成殭屍的和明對峙，最終將和明斬首。日暮斥責逢花脫稿演出，逢花殺死日暮，並恍惚地站在血畫成的五芒星上，作為電影第一部份的結束。
電影第二部分提到《One Cut of the Dead》的製作起因，以及參與演員和工作人員的個人生活。作為電視台開台誌慶，導演日暮被委託拍攝一部一鏡到底、現場直播的殭屍片，因此無法重拍也不能改期。
電影第三部分揭露《One Cut of the Dead》混亂的幕後過程。原本飾演導演和化妝師的演員因車禍而無法抵達淨水廠，迫使導演日暮隆之和她的妻子日暮晴美必須代演他們的角色，而飾演攝影師的細田因為喝酒而嘔吐，山越因為喝錯水而拉肚子，導致隆之除了導演、演戲、拍攝，還需幫忙掩飾上述兩人的差錯。在電影後半，晴美因為過度入戲而胡亂攻擊他人，隆之不得不把她勒到窒息，但晴美之後又強行復活並打斷兩位主角的高潮戲碼。在結局時，因攝影機吊臂損壞，劇組人員和演員疊成人肉金字塔，讓攝影機能維持在穩定的高度，直到電影拍攝完畢，而這支成品便是電影的第一部份。故事最後，大家開心地慶祝電影大功告成。

## 角色

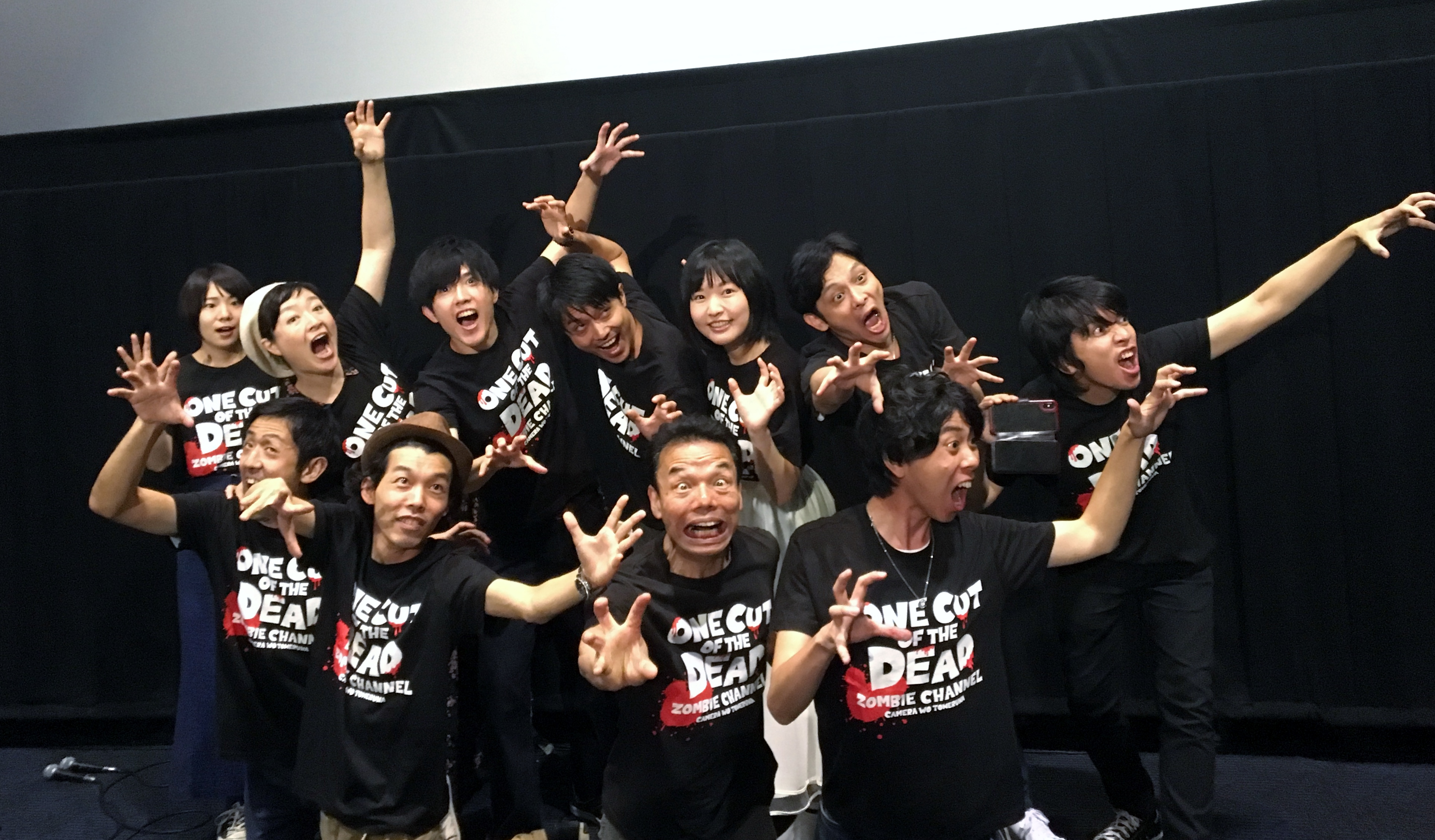
導演與劇組成員在影城的影廳內進行宣傳

- 日暮隆之- 濱津隆之 飾（香港配音：蘇強文）

電影導演。主要工作為替電視節目的「紀錄片」或是「卡拉OK」拍攝影像，被業界稱為「快速」、「便宜」、「品質普通」。
由於一個專放殭屍電影的新頻道要上映，為了做為開台的第一部紀念作品，決定要請導演拍攝一部現場直播，長鏡頭的殭屍電影《ONE CUT OF THE DEAD》。
- 日暮真央- 真魚 飾 （幼少期 - 左右田陽菜）（香港配音：魏惠娥）

日暮導演的女兒，大學生。與父親一樣想成為電影導演。但是因為過度堅持某些細節，不願意妥協，導致經常與劇組發生口角，並被開除。
由於喜愛父親電影中的男演員「神谷和明」，因此前往電影拍攝現場觀看。
- 日暮晴美- 主濱晴美 飾（香港配音：謝潔貞）

導演的妻子，前女演員。因為過於入戲忘我導致拍攝現場失控，在業界不受歡迎，因此被迫退休。
從此之後，就成為一般的家庭主婦，並找尋各種興趣，例如近身防衛術。由於偷看了《ONE CUT OF THE DEAD》的劇本一百次以上，因此暗記熟記台詞，並臨時代替不能前來的演員飾演化粧師的角色。
- 松本逢花- 秋山柚稀 飾（香港配音：葉曉欣）

《ONE CUT OF THE DEAD》女主角，原為偶像。
拍攝期間，經常以「事務所要求／規定」為理由拒絕某些要求。
- 神谷和明- 長屋和彰 飾（香港配音：鍾見麟）

《ONE CUT OF THE DEAD》男主角，為當紅男演員。
看似隨和，但實際上經常對劇本以及角色有議論。
- 細田學- 細井學 飾（香港配音：翟耀輝）

《ONE CUT OF THE DEAD》的角色，飾演攝影師。
非常愛喝酒，經常因為喝酒而誤事，也因為喝酒的關係導致電影拍攝時發生問題。
- 山之內洋- 市原洋 飾（香港配音：張方正）

《ONE CUT OF THE DEAD》角色演員，飾演助理導演。
個性稍微軟弱。
- 山越俊助- 山崎俊太郎 飾（香港配音：黃啟昌）

《ONE CUT OF THE DEAD》角色演員，飾演錄音師
無法喝硬水，喝了之後容易拉肚子。
- 古澤真一郎- 古澤真一郎 飾[注 3]（香港配音：雷霆）

《ONE CUT OF THE DEAD》的企畫責任者
個性隨便，只要能夠完成就可以。
- 笹原芳子- 竹原芳子 飾（香港配音：袁淑珍）

「殭屍頻道」的電視製作人，本企畫總責任者。
- 吉野美紀- 吉田美紀 飾（香港配音：林元春）

電影工作人員之一，負責協助導演。
總是戴著帽子。
- 栗原綾奈- 合田純奈 飾（香港配音：凌晞）

電影工作人員之一。
- 松浦早希- 淺森咲希奈 飾[注 4]（香港配音：羅孔柔）

《ONE CUT OF THE DEAD》的攝影助理，原本被攝影師說沒資格獨當一面，但因為臨時發生狀況，接手成為本電影的主要攝影師。
- 谷口智和- 山口友和 飾 （香港配音：麥皓豐）

《ONE CUT OF THE DEAD》的攝影師，有腰痛的毛病，拍攝過程中也因為腰痛而導致無法繼續拍攝。
- 藤丸拓哉- 藤村拓矢 飾 （香港配音：黃積權）

負責音響效果。
- 黑岡大吾- 岩合智史 飾 （香港配音：李錦綸）

《ONE CUT OF THE DEAD》的演員之一，原本負責飾演導演這個角色
因拍攝當日遇上車禍，於是無法前來。
- 相田舞- 高橋恭子 飾 （香港配音：張頌欣）

《ONE CUT OF THE DEAD》的演員之一，原本負責飾演化粧師。
已結婚，並且剛生一個小孩，因拍攝當日遇上車禍，於是無法前來。
- 溫水栞[注 5]- 生見司織 飾 （香港配音：劉惠雲）

負責特殊造型及特殊化粧的化粧師。

## 票房

### 日本
- 2018年8月7日，電影剛開始全國範圍上映時，票房收入已突破1億7000万日圓[22]。
- 首映時的目標觀影人次為5,000人[23]，截至8月31日已突破100万[24]，10月20日時已突破200万[25]。
- 截至9月2日，總票房為16億2879万日圓[26]。
- 截至9月16日，總票房已突破21億日圓[27]。
- 截至11月13日，總票房已突破30億日圓[28]。

|                            | 週末排名 | 備註                        |
| -------------------------- | -------- | --------------------------- |
| 第1週週末 (6月23日-24日)   | 未入榜   |                             |
| 第2週週末 (6月30日-7月1日) | 未入榜   |                             |
| 第3週週末 (7月7日-8日)     | 未入榜   |                             |
| 第4週週末 (7月14日-15日)   | 未入榜   | 小型劇院排行榜3位           |
| 第5週週末 (7月21日-22日)   | 未入榜   | 小型劇院排行榜1位           |
| 第6週週末 (7月28日-29日)   | 未入榜   | 小型劇院排行榜1位           |
| 第7週週末 (8月4日-5日)     | 10位     | 小型劇院排行榜1位           |
| 第8週週末 (8月11日-12日)   | 未入榜   | 觀影人次11位，票房收入9位。 |
| 第9週週末 (8月18日-19日)   | 8位      |                             |
| 第10週週末 (8月25日-26日)  | 6位      |                             |
| 第11週週末 (9月1日-2日)    | 6位      |                             |
| 第12週週末 (9月8日-9日)    | 6位      |                             |
| 第13週週末 (9月15日-16日)  | 8位      |                             |
| 第14週週末 (9月22日-23日)  | 7位      |                             |
| 第15週週末 (9月29日-30日)  | 7位      |                             |
| 第16週週末 (10月6日-7日)   | 10位     |                             |
| 第17週週末 (10月13日-14日) | 10位     |                             |
| 第18週週末 (10月20日-21日) | 未入榜   | 11位。                      |

### 台灣
台灣方面，首週三天票房為新台幣260萬元；次週票房累計至新台幣1982萬元；第三週票房累計至新台幣3446萬元；第四週票房累計至新台幣4533萬元；最終全台票房為新台幣5336萬元。
| 上一届： 《凸搥特派員：三度出擊》 | 2018年台北週末票房冠軍 第39週 | 下一届： 《猛毒》 |

## 獎項
| 獎項                   | 類別         | 提名         | 結果 |
| ---------------------- | ------------ | ------------ | ---- |
| 第43回報知電影獎       | 作品賞       | 《屍殺片場》 | 提名 |
| 第43回報知電影獎       | 特別賞       | 《屍殺片場》 | 獲獎 |
| 第43回報知電影獎       | 導演賞       | 上田慎一郎   | 提名 |
| 第43回報知電影獎       | 新人賞       | 上田慎一郎   | 提名 |
| 第31回日刊體育電影大獎 | 作品賞       | 《屍殺片場》 | 提名 |
| 第31回日刊體育電影大獎 | 石原裕次郎賞 | 《屍殺片場》 | 獲獎 |
| 第31回日刊體育電影大獎 | 導演賞       | 上田慎一郎   | 提名 |
| 第31回日刊體育電影大獎 | 新人賞       | 上田慎一郎   | 提名 |
| 第40回橫濱電影節       | 審查員特別賞 | 《屍殺片場》 | 獲獎 |
| 第73回每日電影獎       | 導演賞       | 上田慎一郎   | 獲獎 |
| 第73回每日電影獎       | 脚本賞       | 上田慎一郎   | 提名 |
| 第61回藍絲帶獎         | 作品賞       | 《屍殺片場》 | 獲獎 |
| 第61回藍絲帶獎         | 導演賞       | 上田慎一郎   | 提名 |
| 第28回東京體育電影大獎 | 作品賞       | 《屍殺片場》 | 提名 |
| 第28回東京體育電影大獎 | 導演賞       | 上田慎一郎   | 獲獎 |
| 第28回東京體育電影大獎 | 主演男優賞   | 濱津隆之     | 提名 |
| 第28回東京體育電影大獎 | 助演女優賞   |              | 提名 |
| 第28回東京體育電影大獎 | 新人賞       | 獲獎         |      |
| 第42屆日本電影學院獎   | 最佳影片獎   | 《屍殺片場》 | 提名 |
| 第42屆日本電影學院獎   | 最佳導演獎   | 上田慎一郎   | 提名 |
| 第42屆日本電影學院獎   | 最佳男主角獎 | 濱津隆之     | 提名 |
| 第42屆日本電影學院獎   | 最佳編劇獎   | 上田慎一郎   | 提名 |
| 第42屆日本電影學院獎   | 最佳配樂獎   |              | 提名 |
| 第42屆日本電影學院獎   | 最佳攝影獎   | 曾根剛       | 提名 |
| 第42屆日本電影學院獎   | 最佳音效獎   | 古茂田耕吉   | 提名 |
| 第42屆日本電影學院獎   | 最佳剪輯獎   | 上田慎一郎   | 獲獎 |
| 第13屆亞洲電影大獎     | 最佳新導演獎 | 上田慎一郎   | 提名 |

## 延伸作品

### 荷里活大作戰!
2019年推出續集「屍殺片場番外篇：荷里活大作戰!」（カメラを止めるな! スピンオフ ハリウッド大作戦!），惟不再在戲院上映。3月在日本AbemaTV播放，香港方面則在蘋果日報果燃台獨佔播放。

### 遠程大作戰!
2020年4月13日，宣布制作屍殺片場的短篇電影。受2019冠狀病毒病疫情影響，全世界均被迫避免外出，故影片採用「完全遠程」手法制作，由上田導演使用視訊通話画面及演員用智能電話自拍的影片進行編輯，演員與製作人員從頭到尾不會見面。宣布制作18日後，5月1日透過「PANPOCOPINA」的YouTube頻道發布。
影片製作設有普通人參與環節，由製作方在SNS上徵集片尾舞及「被搔癢搔到大笑的片段」，前者有305人的片段在片中使用，後者則有20人以上。片尾舞由演員浅森咲希奈編舞，片段徵集期間，浅森曾自己發布教學影片。
正片未公開部分、導演及演員的訊息片段作為群眾募資「Mini-Theater AID基金」籌款計劃的回報提供。

#### 製作人員（短篇電影）
- 監督、企画、脚本、編輯：上田慎一郎
- 製片人：上田慎一郎、市橋浩治
- 製作統籌：鈴木伸宏
- 制作：津上理奈、
- 音樂：鈴木伸宏、伊藤翔磨
- OP動畫：
- 視覺設計：
- 片尾編舞：浅森咲希奈
- 片尾編輯：松本純弥
- 主題歌：
  - 主題歌混音＆母帶：山本真義
- SPECIAL THANKS：
- PR：Free Stone Productions
- 制作：株式会社PANPOCOPINA
  - 制作協力：ENBU Seminar

## 翻拍版
法國翻拍版《丧尸不要停》由米高·哈薩拿維斯執導，主演是羅曼·杜里斯和貝妮絲·碧祖，於2021年4月開始製作。2022年5月17日第75屆坎城影展開幕當天在法國上映。

## 外部連結
- 官方网站
- 《屍殺片場》Blu-ray&DVD 官方網站 （页面存档备份，存于） - VAP
- 映画「カメラを止めるな！」公式的X（前Twitter）
- 映画「カメラを止めるな！」的Facebook專頁
- 映画『カメラを止めるな！』的Instagram帳戶
- YouTube上的映画カメラを止めるな!頻道
- 豆瓣电影上《一屍到底》的資料 （简体中文）
- 互联网电影数据库（IMDb）上《一屍到底》的资料（英文）

番外劇
- 屍殺片場番外篇荷里活大作戰！ （页面存档备份，存于）
- 雀巢日本 presents 屍殺片場 番外篇 荷里活大作戰，存于 - 雀巢
- 屍殺片場 番外篇 《荷里活大作戰！》官方的X（前Twitter）
- YouTube上的【官方】屍殺片場番外篇 《荷里活大作戰!》頻道

短篇電影
- YouTube上的短篇電影《屍殺片場遠程大作戰！》正片